# Trathala unicolor
Trathala unicolor là một loài tò vò trong họ Ichneumonidae.